# José Vidal-Ribas
José Vidal-Ribas Güell, né le 27 février 1888 à Barcelone (Catalogne, Espagne) et mort le 21 juin 1959 dans la même ville, est un entrepreneur, tennisman et dirigeant sportif espagnol. Il préside la Fédération espagnole de tennis et il est capitaine de l'Équipe d'Espagne de Coupe Davis. Il préside aussi brièvement le FC Barcelone en 1942.

## Entrepreneur
José Vidal-Ribas naît dans une famille de commerçants et d'entrepreneurs de la bourgeoisie catalane. Son père Emilio Vidal-Ribas se consacre au commerce de produits pharmaceutiques et industriels sous la raison sociale "Hijos de José Vidal Ribas", puis il passe à la production en constituant la société "Compañía Anónima de Productos Químicos". En 1921, son frère, Juan Vidal-Ribas Güell, gérant de l'entreprise familiale est assassiné par des pistoleros anarchistes. José Vidal-Ribas prend sans succès la direction de la Droguería Vidal Ribas, mettant un terme aux activités commerciales.
En 1932, il fonde et prend la présidence jusqu'en 1950 de l'Asociación Mutual de Seguros Layetana (mutuelle d'assurances). Il est aussi vice-président de la Chambre de commerce de Barcelone où il joue un rôle très actif. Au milieu des années 1950, il est à la tête d'un groupe d'entrepreneurs et de commerçants de Barcelone que essayent de promouvoir une Exposition universelle dans la ville, initiative qui n'eut pas de succès

## Dans le monde du sport

### Tennis
José Vidal-Ribas est un des pionniers de la pratique du tennis en Espagne. Entre 1920 et 1929, il assume la présidence du Real Club de Tenis Barcelona, tout en occupant des postes de dirigeant dans les organismes fédératifs. Il préside la Fédération catalane de tennis de 1921 à 1923. Il est le promoteur du premier championnat du monde de tennis sur piste couverte qui se tient au Palacio de la Industria de Barcelone en 1923. Entre 1924 et 1928, il préside la Fédération espagnole de tennis. Dans le même temps, il est capitaine de l'Équipe d'Espagne de Coupe Davis.

### Comité olympique espagnol
José Vidal-Ribas est trésorier du Comité olympique espagnol. Depuis ce poste, il promeut le «Manifiesto al país», une initiative visant à recueillir des fonds pour la participation des athlètes espagnols aux Jeux olympiques de 1924 à Paris.

### FC Barcelone
En 1940, après la fin de la Guerre d'Espagne, les autorités sportives du régime franquiste imposent un nouveau comité directeur au FC Barcelone. Enrique Piñeyro Queralt est nommé président tandis que José Vidal-Ribas assume la vice-présidence. Ce comité directeur a comme première tâche l'adéquation du club au nouveau régime, avec des mesures d'épuration envers certains employés et la réforme des statuts du club.
Après deux saisons et demie à la tête du club, et après avoir remporté la Coupe d'Espagne en 1942, Enrique Piñeyro présente sa démission à la Fédération catalane de football. Le 10 juillet 1942, la Fédération catalane donne son feu vert au départ de Piñeyro et demande à José Vidal-Ribas de prendre les rênes du club avec un comité intérimaire intégré par Juan Agustí Peypoch et Amado Casajuana. Cependant, le départ de Piñeyro Queralt ne fut pas approuvé par la Fédération espagnole de football qui publie le 1er août une note le ratifiant à son poste. Le 13 août 1942 a lieu une réunion du comité directeur du FC Barcelone où est officialisé le retour de Piñeyro Queralt, ce qui met un terme à 33 jours de présidence intérimaire. Dans le nouveau comité, Vidal-Ribas occupe le poste de secrétaire où il se maintient jusqu'à la démission définitive de Piñeyro Queralt le 14 août 1943.
En octobre 1953, après la démission du président Enric Martí Carreto en raison de l'affaire Alfredo di Stéfano, la Fédération catalane nomme une commission de gestion formée par dix ex-présidents du Barça, entre lesquels se trouve Vidal-Ribas, qui gère le club jusqu'en décembre lorsque Francesc Miró-Sans est élu nouveau président. En tant que membre de cette commission, il est chargé de signer l'acte de renoncement aux droits fédératifs que le FC Barcelone détient sur Alfredo di Stéfano, en faveur du Real Madrid.
Un de ses treize enfants, Carlos Vidal-Ribas Zaragoza, est dirigeant du FC Barcelone entre 1965 et 1968 au cours de la présidence d'Enric Llaudet.